# Knaresborough
Knaresborough [nɛərzb(ə)rə] ist eine Kleinstadt in North Yorkshire mit 14.740 Einwohnern.

## Lage
Die Stadt liegt zwischen Harrogate, York, Leeds und Ripon, etwa fünf Meilen westlich der ganz England durchziehenden historischen Great North Road und etwa mittig zwischen London und Edinburgh. In diesem Teil von Yorkshire liegen die Yorkshire Dales, für die die Landschaft bekannt ist und die Knaresborough zu einem Touristenzentrum machen.

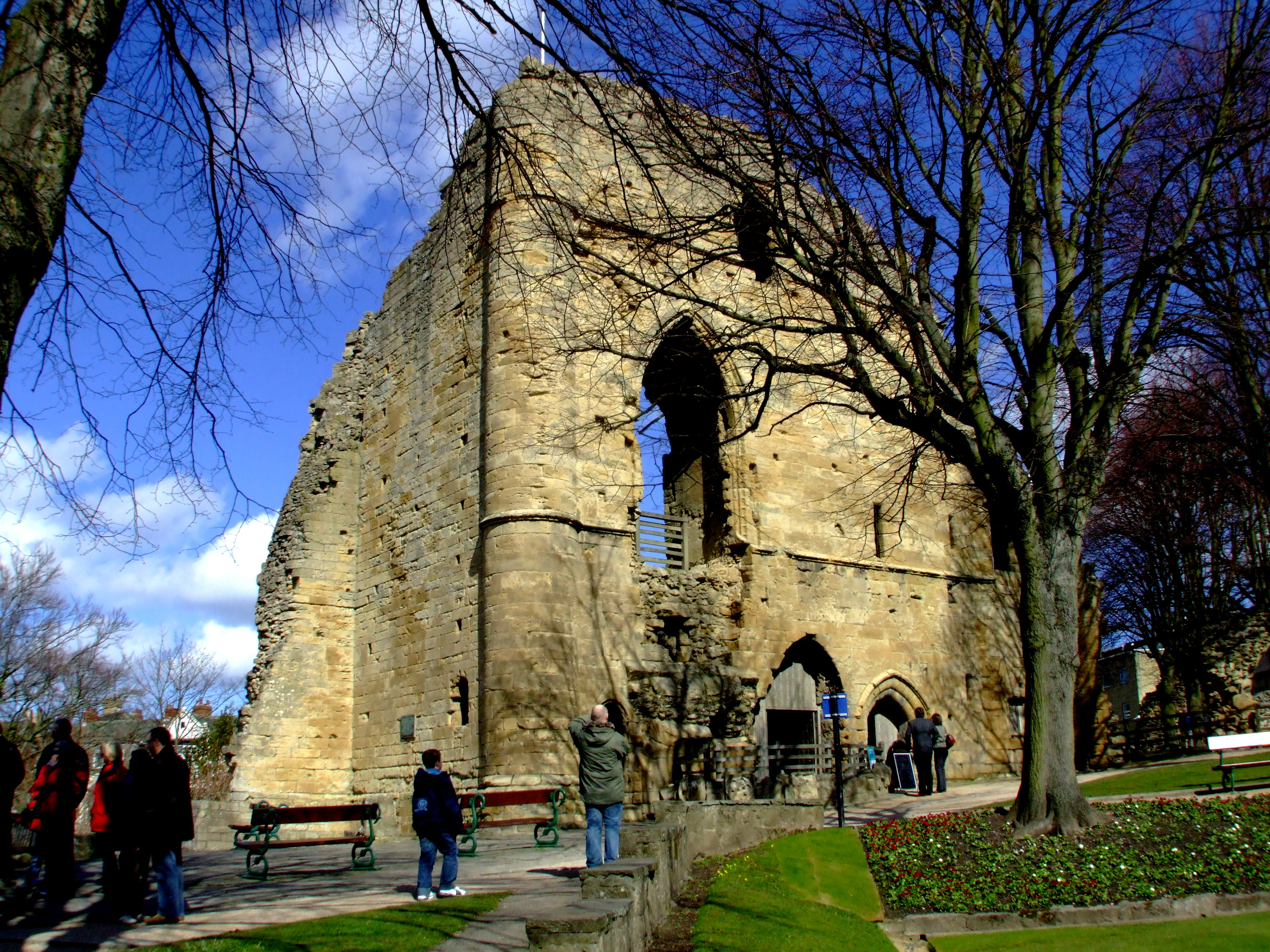
Knaresborough Castle

## Geschichte
Knaresboroughs erste urkundliche Erwähnung erfährt es als Chednaresburg oder Chenaresburg. Knaresborough Castle stammt aus der Zeit der Normannen um 1100. In der Folge wuchs der Ort zu einem Markt und bot Handwerkern und Händlern ein Auskommen im Schatten der Burg an. Die Kirche St. Johns's entstammt ebenfalls aus dieser Zeit. Die erstmalige Erwähnung eines Lord of Knaresborough datiert aus dem Jahre 1115 mit Serlo de Burgh als Inhaber der Honour of Knaresborough. Im Jahr 1158 wurde Hugh de Morville zum Lord und Wächter (Constable) Knaresboroughs. Später war er als einer von vier Rittern am Mord des Erzbischofs Thomas Beckett in der Kathedrale von Canterbury am 29. Dezember 1170 beteiligt. Im Anschluss flüchteten die vier Ritter nach Knaresborough und versteckten sich in der Burg. Auch wenn der Mord unbestraft blieb, so wurde de Morville für die Teilnahme an der Rebellion des jungen König Heinrich die Herrschaft über Knaresborough entzogen. Dadurch ging Knaresborough an die Familie Stuteville, die bis zum Ende ihrer Linie durch den Tod von Robert de Stuteville IV fortbestand. Am 15. April 1210 fiel der Ort an König Johann Ohneland selbst.
Auch heute noch ist der Knaresborough Forest dafür bekannt, als eines der bevorzugten Jagdgebiete des Königs gezählt zu haben.
Wenngleich der Markt bereits 1206 erstmals erwähnt wurde, dauerte es bis zum Jahr 1310, bis dieser auch die königliche Erlaubnis durch Eduard II. erhielt. Der traditionelle Markt wird noch heute jeden Mittwoch abgehalten.
Während Edwards Herrschaft wurde das Castle mehrfach besetzt und die Mauern von Belagerungswaffen beschädigt. Später wurde ein Großteil des Ortes und der Burg von den Schotten niedergebrannt.
Zur Heirat von Königin Philippa und Eduard III. wurde Knaresborough als Hochzeitsgeschenk wiederaufgebaut und Philippa vermacht. Nach ihrem Tod im Jahre 1369 fiel die Stadt an ihren jüngsten Sohn John of Gaunt.
Im Englischen Bürgerkrieg und im Anschluss an die Schlacht von Marston Moor 1644 wurde die Stadt von paramilitärischen Kräften belagert. Als die Burg 1646 fiel, beschloss das Parlament die Zerstörung des Castle, was jedoch erst zwei Jahre später, 1648, durchgeführt wurde. Die Zerstörung wurde hauptsächlich von den Einwohnern durchgeführt, die sich der Steine bedienten und mit ihnen einen großen Teil des Stadtzentrums errichteten.

## Städtepartnerschaften
Seit 1969 besteht eine Städtepartnerschaft mit der osthessischen Stadt Bebra. Im Jahr 2009 und 2010 fanden anlässlich des 40-jährigen Jubiläums Festlichkeiten in Bebra und Knaresborough statt, da die Städtepartnerschaft 1969 in Bebra und 1970 in Knaresborough besiegelt wurde.
Zum Bettenrennen (siehe weiter unten) und der Bebraer Kirmes werden darüber hinaus jährliche Treffen der beiden Partnerschaftsvereine veranstaltet.

## Sehenswürdigkeiten und Ereignisse

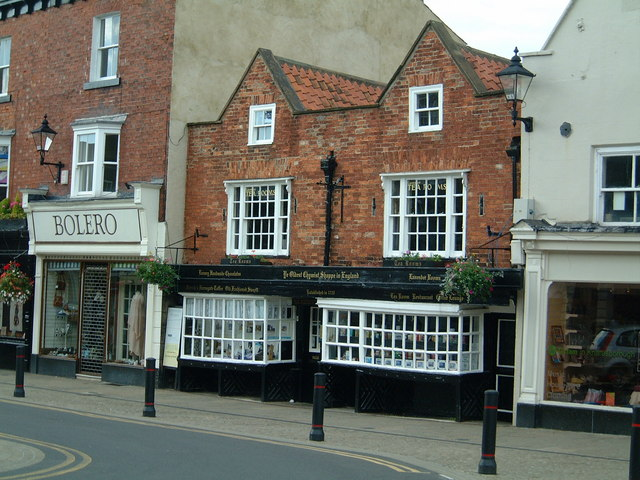
Englands älteste Apotheke

Knaresborough ist eine an Sehenswürdigkeiten und an Legenden reiche Stadt. So soll Mother Shipton, eine mittelalterliche Seherin, in einer Höhle südlich der Stadt geboren sein. Als weitere Attraktion gilt Englands älteste Apotheke Ye Oldest Chymist Shoppe In England aus dem Jahre 1720.

### Bettenrennen
Jährlich werden verschiedene größere Wohltätigkeitsveranstaltungen ausgerichtet. Als größte sei hier das „Knaresborough Bed Race“ zu nennen. Bei diesem am ersten Juni-Wochenende stattfindenden Wettkampf treten über 70 „Betten“ zu je 6 Anschiebern und einem Fahrer an, die sich auf ein viertelstündiges Rennen quer durch die Stadt begeben. Höhepunkt ist dabei die Durchquerung des Flusses Nidd. Neben dem Rennen auf Zeit werden die als Betten bezeichneten Drahtgestelle auch nach Kostümierung und Schmuck bewertet und in verschiedenen Disziplinen Sieger gekürt. Das Teilnehmerfeld besteht aus dem gesamten Umland und der deutschen Partnerstadt Bebra.

## Verkehr

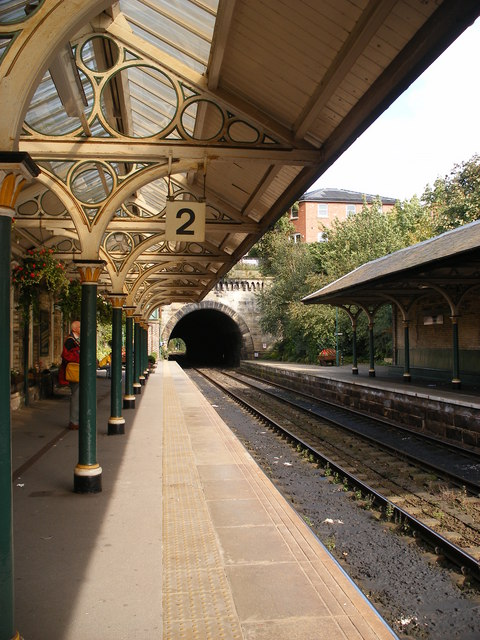
Bahnhof Knaresborough

Der Bahnhof Knaresborough liegt auf der Linie Leeds-York und wird von der Northern Rail angefahren. Die Stadt liegt wenige Kilometer westlich der Ausfahrt 41 der Autobahn A1.

## Sport
Fußballerisches Aushängeschild der Stadt ist der Siebtligist Knaresborough Town FC. Daneben existieren noch zwei Cricket-Mannschaften, Knaresborough Forest Cricket Club und der Knaresborough Cricket Club.

## Persönlichkeiten

### Geboren in Knaresborough
- Ursula Southeil (1488–1561) alias Mother Shipton, mittelalterliche Seherin
- John Metcalf (1717–1810) alias Blind Jack of Knaresborough, Straßenbauer
- William Stubbs (1825–1901), Historiker und anglikanischer Geistlicher, Bischof von Oxford
- Philip Inman, 1. Baron Inman (1892–1979), Politiker

### In der Stadt gelebt und gewirkt haben
- St. Robert (1160–1218), Einsiedler aus dem 12. Jahrhundert
- Richard II (1367–1400), König von England, in Knaresborough inhaftiert
- Guy Fawkes (1570–1606), katholischer Offizier, Attentäter auf den englischen König
- Eugene Aram (1704–1759), Philologe und Mörder des Liebhabers seiner Frau

### Galerie

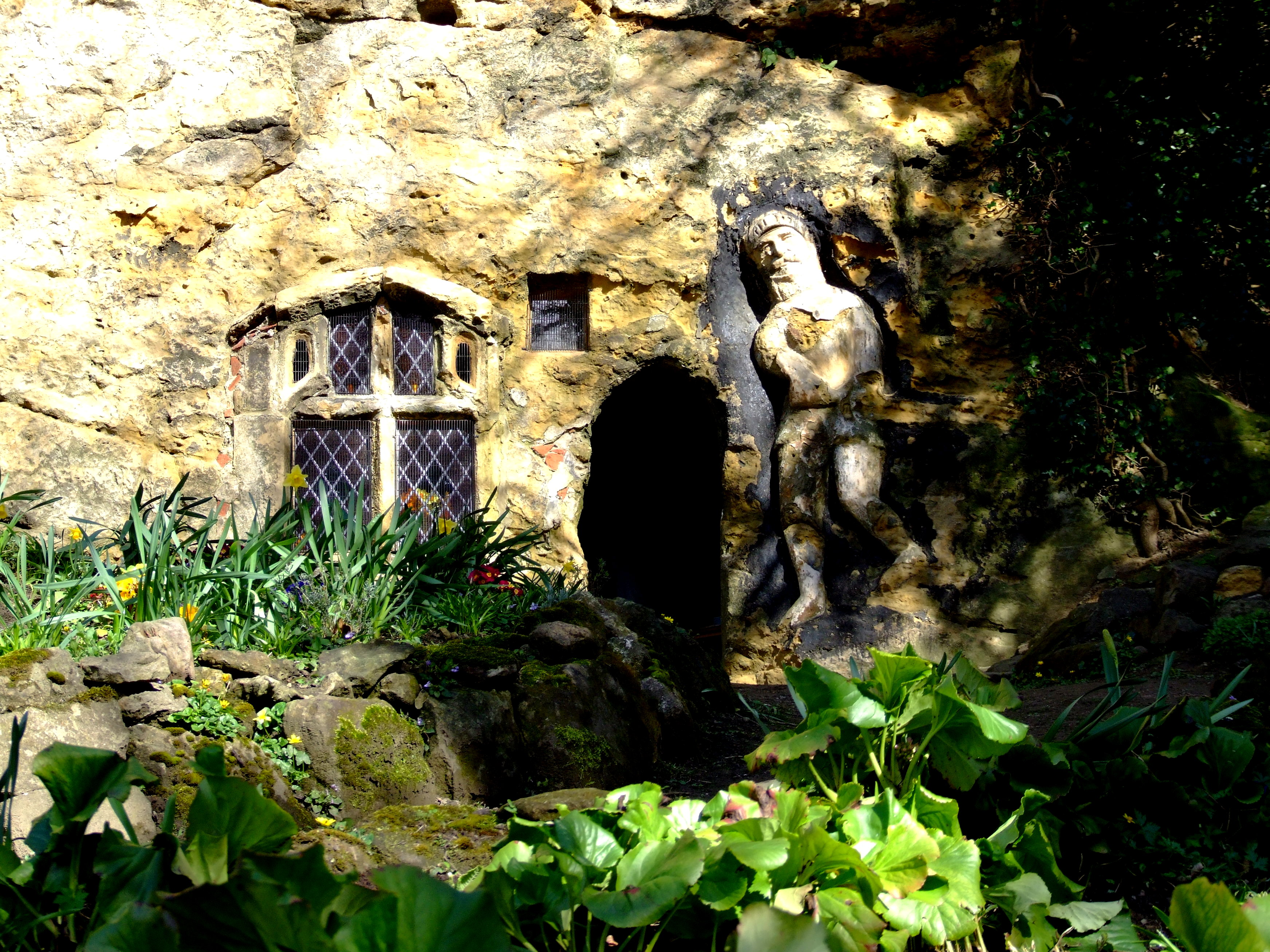
Chapel of Our Lady of the Crag
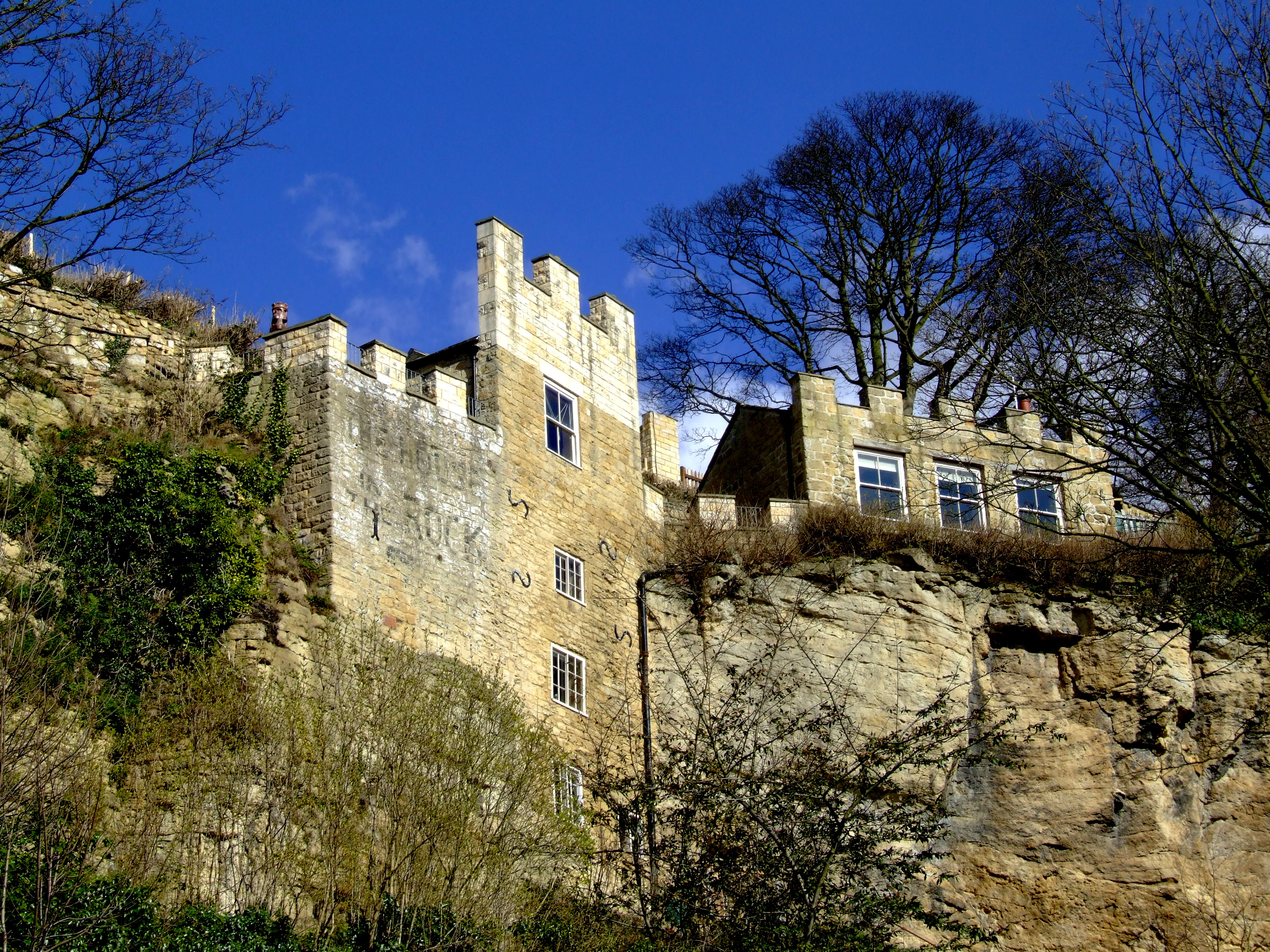
House in the Rock
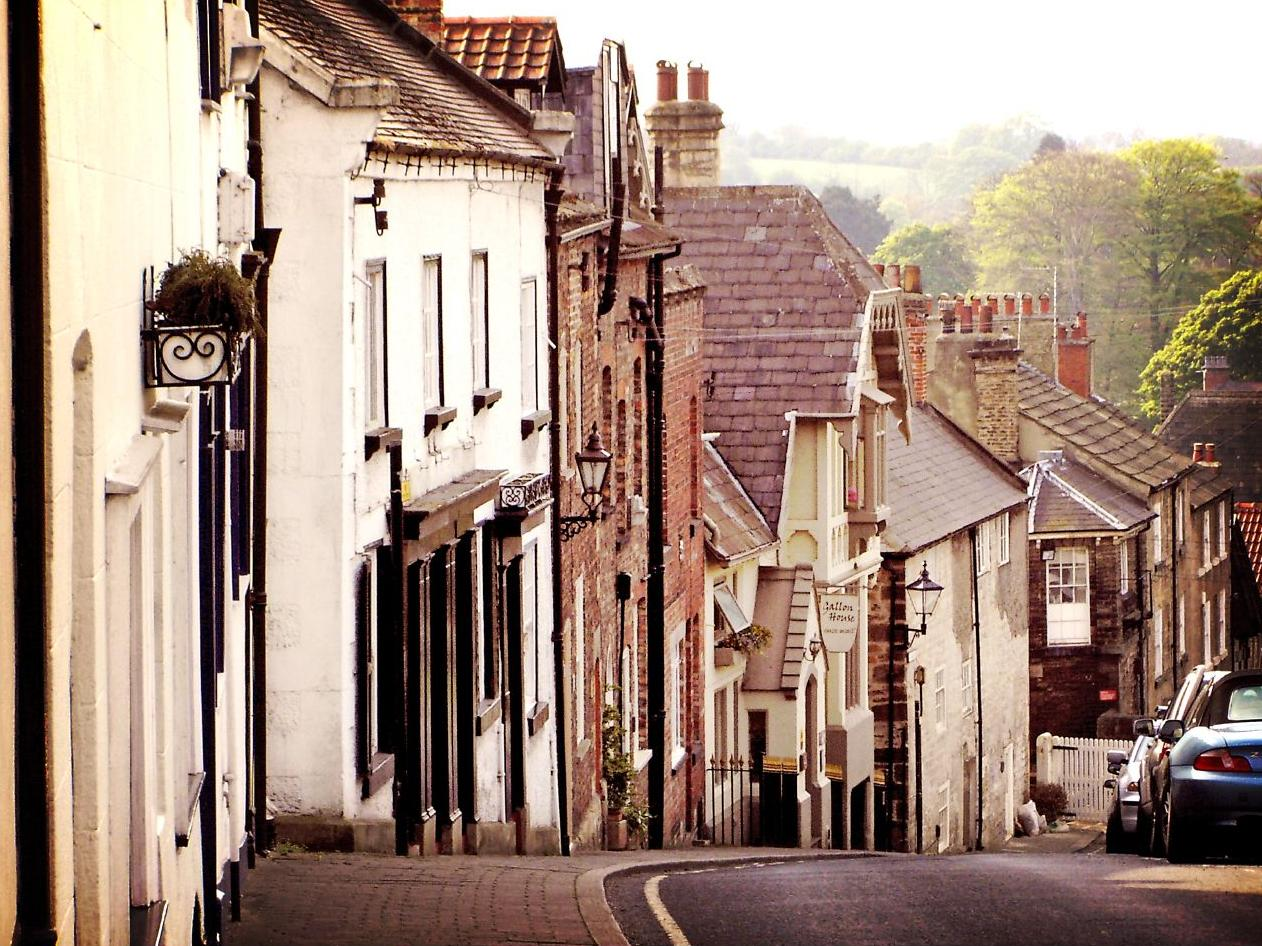
Kirkgate
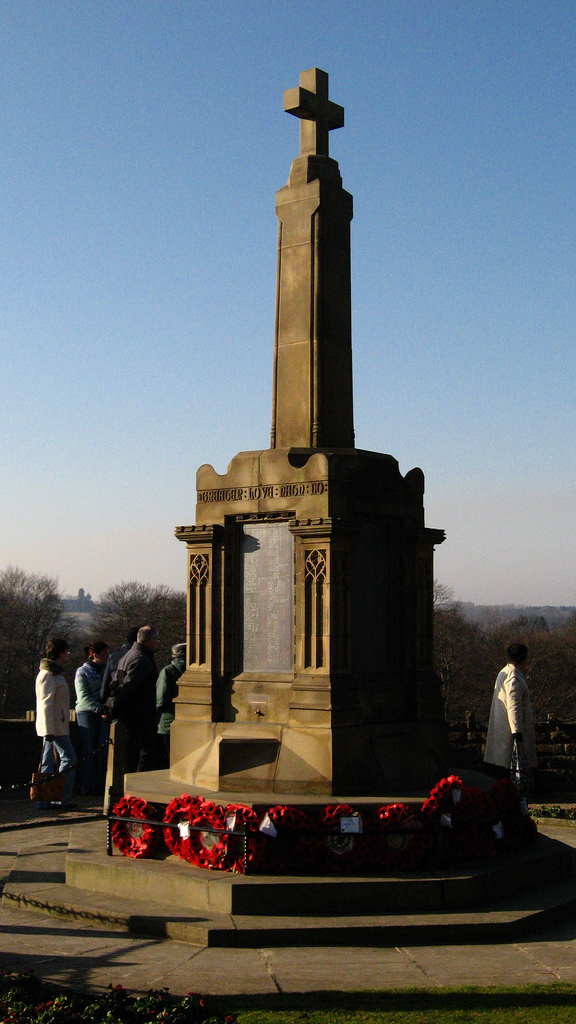
War Memorial
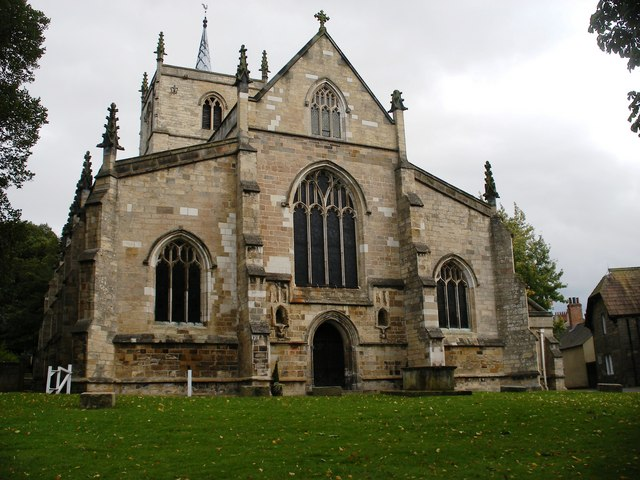
St John’s Church
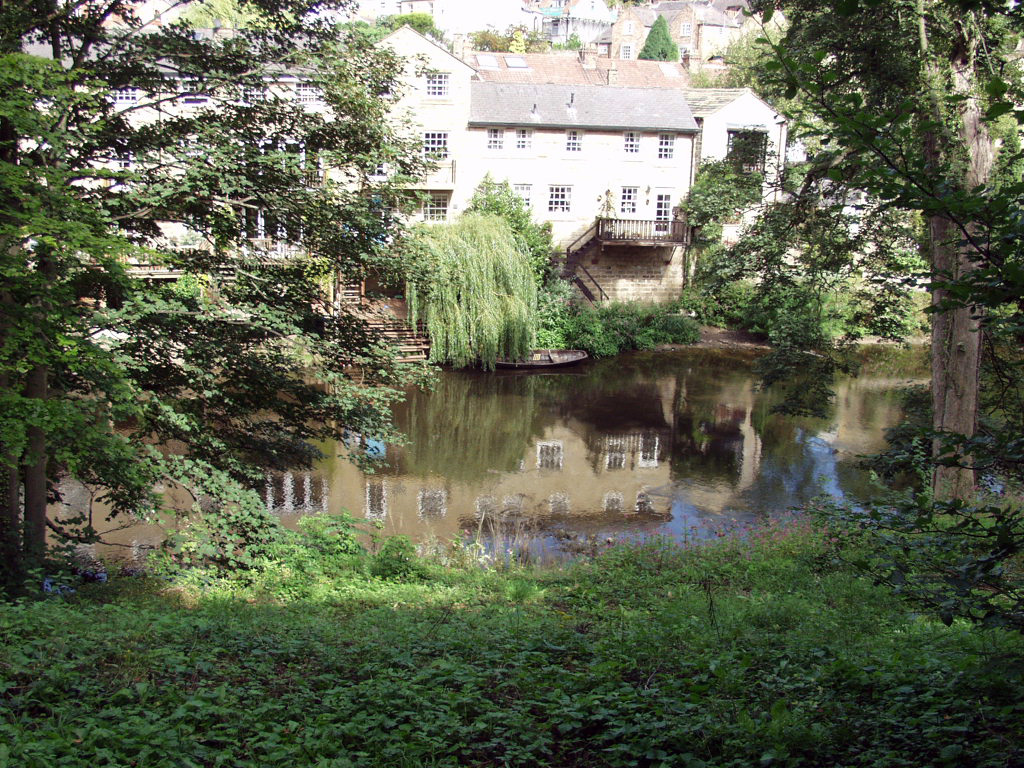
River Nidd
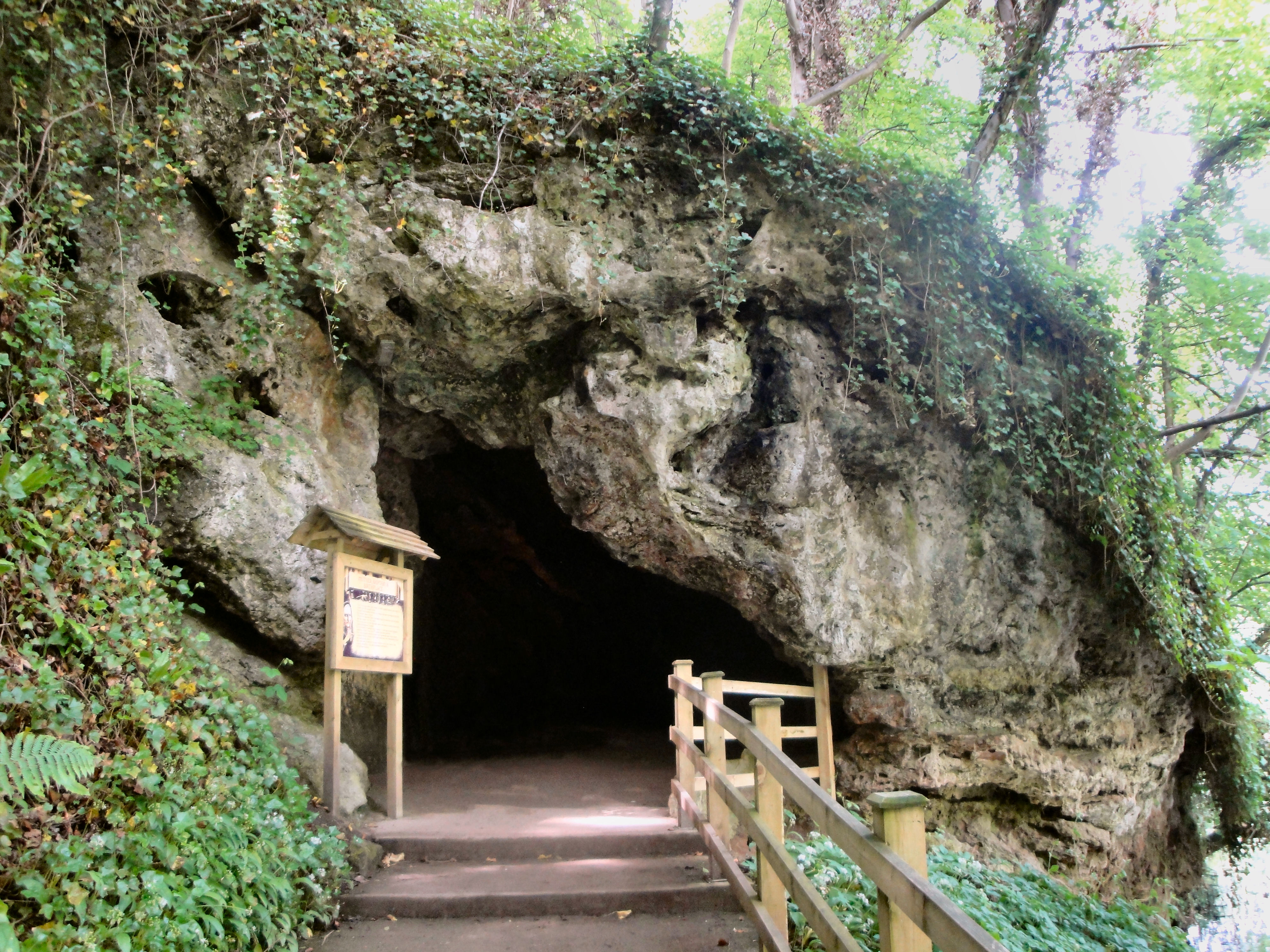
Mother Shiptons Höhle
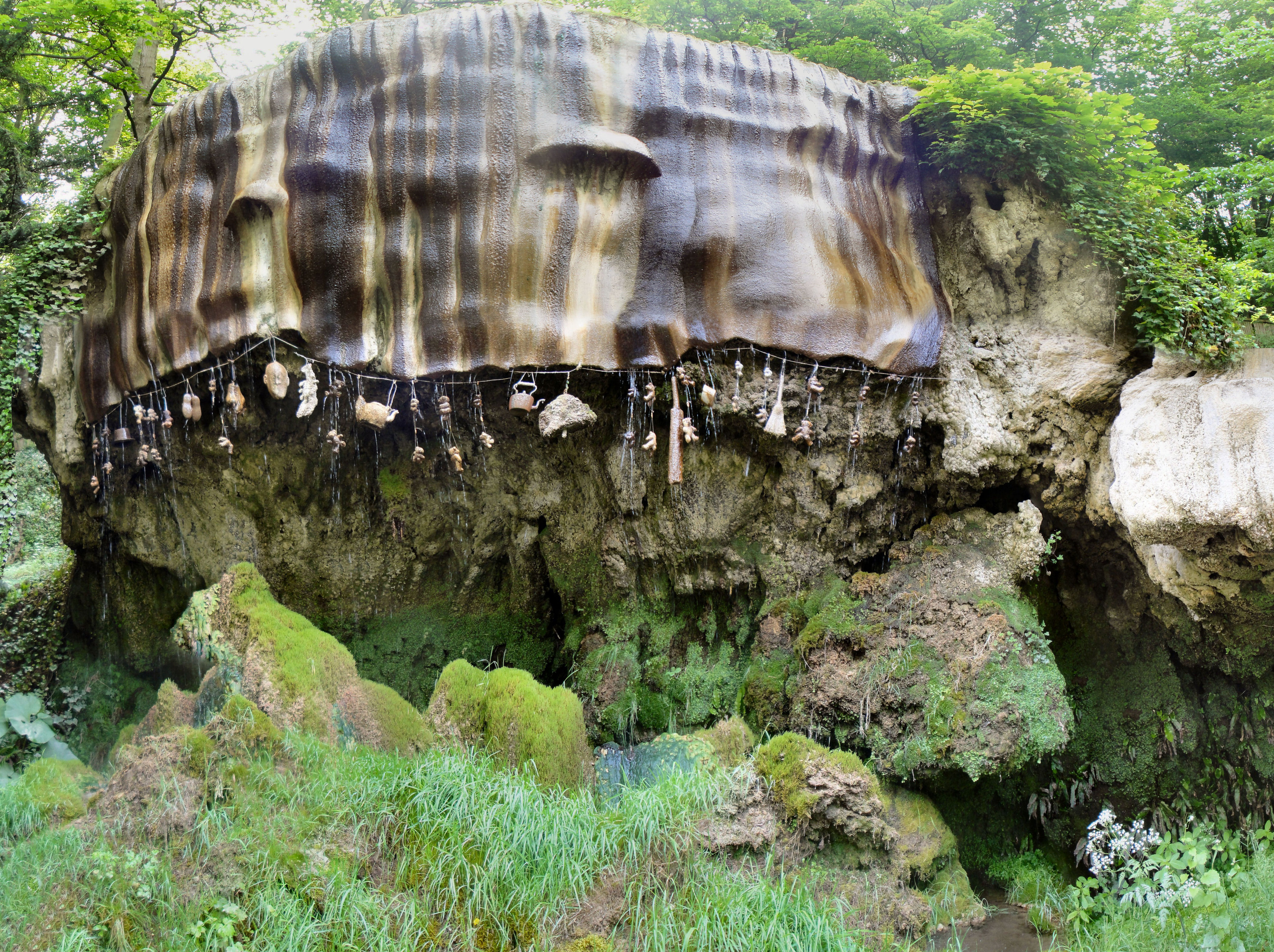
Die versteinernde Quelle